# Tabitha Babbitt
Tabitha Babbitt (ur. 1784, zm. 1853) – amerykańska wynalazczyni, należała do wspólnoty szejkersów w Massachusetts, która zajmowała się obróbką drewna. Obserwowała ona mężczyzn używających nieporęcznych pił obsługiwanych przez dwie osoby i w 1813 roku opracowała piłę z okrągłym ostrzem. Ze względów religijnych nigdy nie opatentowała swojego wynalazku.